# Ley de Huges y Milles
La ley de Huges y Milles de la comunicación es aquella que dice: “la gente es estúpida, pero no le gusta saberlo”

## Significado
Su significado radica en que nadie tiene un conocimiento total sobre todo y cuando es enfrentado de una manera errónea haciéndolo ver o sentir como a un ignorante, crea disgusto. 
Así mismo, cuando un contenido está explicado o construido de manera tal que parezca despectiva o insultante para la inteligencia de aquel a quien va dirigido, resulta ser contraproducente.

## Explicación
Esta ley aparece de manera empírica en empresas dedicadas en mayor o menor grado a la comunicación (periodismo, publicidad, diseño gráfico, medios, etc.) como una manera de explicar cómo se debe construir un mensaje antes de llegar al público.
Aparece como término de referencia al crear un mensaje, al recordarle a quien lo redacta que es muy probable que aquel al que va dirigido este, no tenga los mismos conocimientos al respecto del tema como los tiene su creador, por lo que es necesario construirlo de una manera clara y accesible sin llegar a ofender la inteligencia del individuo.
También es el resultado de pasar por alto cierta cualidad en el razonamiento humano, tema ahondado por David Premack profesor de Psicología de la universidad de Pensilvania en su teoría de la mente, la cual entre otras cosas se refiere a la manera en que cada individuo supone que piensan los demás, tomando como base su propia experiencia conjeturando entonces que todos razonan de la misma manera.
Al no tener en cuenta o suponer sobre los conocimientos de aquel al que va dirigido el mensaje se puede crear un mensaje demasiado complejo o íntimo como para ser acogido de manera correcta. A su vez si se elabora este mensaje de manera demasiado explicativa y simple resulta siendo recibido más como un insulto que como una información de importancia.